# 公権力横領捜査官 中坊林太郎
『公権力横領捜査官 中坊林太郎』（こうけんりょくおうりょうそうさかん なかぼうりんたろう）は、原哲夫による日本の漫画作品。1998年10月号より『BART3230』（集英社）に連載されたが、掲載誌の休刊（2000年4月号）と同時に打ち切りとなった（ストーリーは完結している）。監修：佐高信。

## ストーリー
日本経済が混迷を極め続ける頃、先進国の首脳たちは日本経済の回復、ひいては世界経済の安定のため、強権を発動し公権力横領罪法を制定させる。様々な特権を持つ公権力横領取締室による調査の元、公権力を乱用し私腹を肥やした者には最低5年の懲役、加えて財産没収という、憲法違反ギリギリの時限立法である。
その公権力横領捜査官の一人、中坊林太郎は、とんでもない強引な手段で銀行や政治家を相手取り、不法な財産を没収していく。

## 登場人物

### 公権力横領取締室
時限立法「公権力横領罪法」により設立された、内閣官房直属の汚職取締機関。捜査官は公務員身分ではなく、職務で回収した裏金の1/10を報酬として与えられる、いわば現代の賞金稼ぎ。司法取引、証人保護プログラム、銃発砲、SATや自衛隊の動員等の様々な特権を与えられている。
中坊 林太郎（なかぼう りんたろう）
本作の主人公。公権力横領取締室の捜査官。東西銀行とその周辺の調査を担当しており、支店からの転勤を装って東西銀行本店に潜入する。その際には林 太郎（はやし たろう）と名乗り、髪を撫でつけ、黒ブチ眼鏡をかけた腰の低いサラリーマンとして振舞う。素性は不明で、内閣情報調査室や各国諜報機関でも、生まれた痕跡すら掴めない。唯一、年齢は34歳である事が判明している。
人を食ったような言動で、どんな時でも余裕のある態度を崩さない。他の原哲夫作品の主人公の様な「超人的な身体能力」は無いが、体格には恵まれ、外国語にも堪能で、図抜けた度胸、圧倒的な情報力・権力・策略で敵を弄び、強引な手段で不良債権を回収する。
詳しい経緯は描かれていないが、父親が目の前で射殺されている。これに言及されると癪に障るらしく、「林 太郎」としての温厚な顔は鳴りを潜め、豪快に葉巻を吸い散らかす尊大な態度へと急変し、決め台詞「親は関係ねえだろ、親は!」が飛び出す。
苗字と仕事内容から分かるように、中坊公平をモデルとしているが、原哲夫の奔放な味付けによって、更に過激な人物として描かれている。
作者もこの人物がかなり気に入ったようで、後の『蒼天の拳』は「中坊林太郎が北斗神拳を使えたら?」という発想から企画がスタートしたとの事。その主人公である霞拳志郎も変装中は髪を撫でつけ、黒ブチ眼鏡をかけている。
虹野 誠一（にじの せいいち）
東西銀行総務部二課の元課長。裏の汚い仕事をこなすエリートバンカーだったが、検察に嗅ぎつけられ、悪事がばれて経歴に傷が付く事を恐れて飛び込み自殺する。銀行はそれを奇貨として彼に全ての責任を押し付けてしまった。
しかし、中坊の計らいにより生き延びており、家族の安全を保障してもらう代わりに、彼に協力することになる。
一度覚えた事は忘れられないという能力の持ち主であり（一種の記憶障害らしい）、裏金の帳簿を全て記憶させられ、「歩く裏帳簿」という異名をとっていた。
銀行に人生の全てを捧げてきた、いわゆる社畜であり、銀行に裏切られた後もなかなかその癖が抜けず、たびたび中坊に揶揄される。
ちなみに『蒼天の拳』の霞拳志郎も「一度覚えた事を忘れない」能力を持っており、同作には他にも同じ能力を持つ人物が登場している。
業田 竜彦（ごうだ たつひこ）
業田開発の2代目若社長。ニューマリアンカントリークラブを経営。武闘派の談合屋として知られ、筋骨逞しい肉体の持ち主。大河原代議士と癒着し、公共事業をわざとポシャらせ、金を巻き上げていた。
実は民自党元副総裁・松丸稲次郎の隠し子。中坊により逮捕され、隠し子である事がバレそうになったために、側近に殺害されるところを、証人保護プログラムで保護された。以降は中坊に協力するようになる。
元は本格派左腕として東京六大学野球で活躍するスター選手だったが、ドラフト直前に仕組まれた暴力事件に巻き込まれ、殺し屋に左腕の腱を切られプロへの道を断念する。後遺症は現在も重く、左腕ではそっと投げられたコーヒー缶を上手くキャッチすることすらできない。その事件も、実の父親である松丸が仕組んだことだったと中坊に気づかされ、復讐の念を燃やす。
江戸川 仁（えどがわ じん）
公権力横領取締室の室長。元東京地検特捜部の検事。特捜部時代から大河原の不正を調査しているが、政界の圧力で起訴にこぎ着けられなかった。
中坊からは「とっつぁん」と呼ばれている。

### 東西銀行
日本国内店舗数300、日本国外店舗数27を誇る大手都市銀行。東陽銀行と西部銀行の合併により誕生。以前は生え抜きの社員たちによって健全な経営がなされていたが、バブル以降は大蔵省（当時）・日本銀行からの天下りが経営陣の主流となり、政治家や彼らと癒着している企業の財布代わりになっていた。天下り組による乱脈経営がたたり、公的資金による救済が必要な状況にまで追い込まれているが、危機感を持つ行員はほとんどいなかった。
木暮 泰造（こぐれ たいぞう）
東西銀行の常務取締役（総務担当）。虹野の上司だったが、虹野が自殺したのをいい事に、全ての責任を彼に押し付けた。
大した出世の望めない三流私立大学の夜間部出身だったが、バブル期に天下り組と生え抜き組がぶつかった際、天下り組に寝返り、生え抜き組を次々と閑職に追いやるなどの汚れ役を引き受ける事で、現在の地位を手に入れた。
しかし、彼もまた虹野同様に社畜であり、東西銀行が潰れる直前に天下り組に切り捨てられ、次期頭取の座を押し付けられることになる。そのことにより目が覚め、中坊の指示を受け容れて、柳川と和解して天下り組を逆に追い出す事を決める。
元々は素朴で正直、がむしゃらに働いては失敗して怒られていた、平凡な一個人であった。かつての上司だった柳川と再会してからは本来の優しさ、新人時代に抱いた銀行員としての矜持を取り戻した。
ミルクティーが好物で、子供好き。結婚を控えた一人娘がいるとの事で、かつて汚い手段を使ったのも、娘に誇れる父親になりたいが一心であった。
名前のモデルは西部警察の木暮謙三。
柳川 徹（やながわ とおる）
東西銀行の前副頭取。生え抜き組のリーダーであったが、木暮の裏切りなどにより、三島ら天下り組との派閥争いに敗れ、閑職とも言える東西銀行の子会社、新東西ファイナンスの社長に追いやられた。
その後、中坊の後押しにより、取締役会にて再び天下り組と対決。三島・長谷川を失脚させ新頭取に就任し、東西銀行の健全な再生のために力を注ぐ事になる。
木暮が平行員であった時の支店長で、ミスを繰り返す木暮を叱咤しながらも優しく指導してきた。自分を追い落とした張本人である木暮を笑って赦す人格者。
三島 哲也（みしま てつや）
元日銀理事で、東西銀行前会長、現相談役。天下り組のリーダーとして、民自党の松丸や末野松達と共に私腹を肥やしていた。
中坊達の不良債権回収により東西銀行が大波乱に陥った際、全ての責任を木暮に押し付け、自分は現頭取の長谷川と共に引退しようとするが、中坊の根回しにより取締役会で逆転負けし、解任に追い込まれる。天下り派にも裏切られたショックで心臓発作を起こし、入院するハメになる。
後に再起を賭け松丸や末野松に接触するも見捨てられ、自身の価値を「無能」と罵られ、挙句「君は死ぬまで病院で寝とれ」と蔑まれる。なけなしの金で高級料亭のひっくり返された料理の払いをさせられ、失意の中呆然と帰ってゆく。最期は、雨の降る公園でブランコに乗ったまま息絶えた。
その死に様にはさすがの中坊も一瞬言葉を失い、「俺が追いこむまでもなく、止めを刺されちまったな…」と素直な感想を述べている。悪党には容赦しない言葉や態度を投げかける中坊としては珍しいことである。
長谷川 隆（はせがわ たかし）
大蔵省出身の東西銀行頭取。天下り派。昭和32年東大卒。三島と共に長年私腹を肥やし続け、その資産は30億円を超える。
だが取締役会で三島と共に失脚し、財産は全て没収されてしまう。自身の経歴に「解雇」という傷がついた上、さらに「退職金」として回収不可能な不良債権の束、10億5200万円分を押し付けられる。(ただし、この不良債権は第二分類の優良債権と長谷川自身が偽造したものであり、中坊はそれを知らず、老後資金ぐらいは残してやる親切心で出したものであった。長谷川は自分で自分の首を絞めてしまったのである。)
債権を偽造した事を棚に上げて逆ギレ同然に憤る長谷川に対し、中坊は「カネが欲しけりゃてめぇも血を流して回収してきやがれ!!」と突き放すのだった。
望月 忠男（もちづき ただお）
東西銀行人事部部長。SMクラブ通いが趣味で、隠し撮りされた写真をネタに脅迫され、中坊を東西銀行に潜入させた。
今藤 勇美（こんどう いさみ）
東西銀行融資調査部課長。バーコード頭が特徴で、劇中ではよくネタにされている。
事なかれ主義の堕落した銀行員の典型として描かれている。虹野や業田が生きていたと知り、ショックで心臓発作を起こし、長期入院を余儀なくされた。退院後は中坊が課長になったため課長補佐に降格となった。
名前のモデルは近藤勇。『蒼天の拳』の金藤教頭のモデル。
白鳥 響子（しらとり きょうこ）
東西銀行秘書課主任。重役秘書という立場にあり、「銀行内CIA」の異名を持つ情報通である。中坊と肉体関係を持ち、正体を知らないまま協力することになる。セクシーなボディの持ち主。
大村 純太（おおむら じゅんた）
東西銀行常務取締役。生え抜き派。支店長時代に入金がないのに定期預金証書を作成し、入金データを消去する荒業が得意だった。親族会社への不正な迂回融資で約173億円を焦げつかせた。中坊の手に落ち、不正融資を黙ってもらう事を条件に三島と長谷川の解任動議に賛同する。
永池 裕介（ながいけ ゆうすけ）
東西銀行秘書課課長。柳川の新頭取就任後、夜遊び禁止になったにも関わらず、大阪の大沢支店長と遊び歩いてしまい、そこを拉致され、末野松不動産によって指を切断されてしまう。警告であったため命は助けられ、指も手術で接合できるように配慮（氷詰め）されていた。

### 政界・官僚
松丸 稲次郎（まつまる いねじろう）
民自党松丸派の会長で元副総裁。全ての黒幕にあたる存在。末野松や業田の養父寅之助と戦時中の学徒動員の炭鉱労働で一緒になる。業田の実の父親である。
闇の暴力を使うことも辞さない悪辣さとずる賢さを持つ権力者だが、後述の幸四郎に裏切られ、その遠因として政次郎が爆死した際にもどこか達観して「皆が儂から離れていきよるわ…」と呟いている。小心者ではなく、自分が悪党であることを自覚した上で覚悟を決めて行動している人物でもある。
キャラクターのモデルは外見は竹下登、名前と立場は金丸信。
大河原 慶介（おおがわら けいすけ）
民自党松丸派の幹部で、元大蔵大臣。松丸の下で末野松・業田を巧みに操って私腹を肥やした悪徳政治家。素人の女性が好きで、末野松によく世話をしてもらっていた。中坊達に財産を没収された上で、沢田の仕組んだ記者会見で脱税の悪行をバラされた。そのため松丸に見捨てられ、失脚した末に逮捕された。
沢田 幸四郎（さわだ こうしろう）
民自党松丸派の幹部で若き幹事長。劇中では数少ない真っ当な政治家。中坊達とは別のやり方で民自党を変えようとしており、永田町に巣くう老人（老害）を一掃するのが目的。共通の敵である松丸を失脚させるため、逆スパイとして中坊に協力する。万馬券をデータ分析から当ててしまう才能と強運の持ち主。
名前のモデルは浜田幸一。
小橋 徳三郎（こばし とくさぶろう）
民自党松丸派幹部で、日本国総理大臣。外圧により公権力横領取締法を通してしまった張本人。
モデルはキャラクターは小渕恵三、名前は橋本龍太郎とのミックス。
宮城 賢次（みやぎ けんじ）
金融監督庁長官。民自党松丸派で、沢田とはテニス仲間。
森下 信吾（もりした しんご）
大河原の元私設秘書で、松丸派の金庫番。ケイマン諸島にて架空会社の社長として秘密口座の管理を任されていたが、中坊とCIAの手に落ちる。大学時代の業田の襲撃を直接指揮したことが分かり業田に殺されかけてしまうが、何とか命は助けられる。その後は隠し口座の解約に利用されるが、一度は裏切ろうとするも、自分の娘を助けたい一心で口座を解約した。中坊に協力後は家族共々、公権力横領取締室に保護されている模様。
村西 尚典（むらにし なおのり）
大河原の第一秘書。大河原を総理にするために30年以上魑魅魍魎の政界を生き抜いてきたとの当人の弁だが、実態は国を良くしようなどという気は微塵もなく、大河原と共に私服を肥やしてきた傲慢な俗物に過ぎない。隠し資産200億円を没収しようとした中坊を抹殺しようとするも失敗。その後は秘書を解雇され、大河原と共に失脚・逮捕された。
陣内 研一（じんない けんいち）
大蔵省事務次官。昭和37年東大卒。大河原の力で事務次官になるが、江戸川に脅されて寝返る。大学時代はボート部所属。
渋岡 修（しぶおか おさむ）
金融監督庁銀行監督二課。東大卒。陣内の数年後輩で、大山田ゼミでは長谷川の後輩に当たる。ボード部では優秀な選手だったとの事。
藤谷 源五郎（ふじや げんごろう）
陸上幕僚長（陸将）。防衛庁の汚職に覚えがあるらしく、中坊が防衛庁に赴いた際には必死に弁解していた。防衛庁に対する汚職捜査ではないと知ると中坊の歓心を買おうとし、不発弾処理のために陸上自衛隊の部隊を貸す羽目になる。
本田 武雄（ほんだ たけお）
東京国税局査察部査察総括第一課課長。江戸川と共に、大河原の資金の流れを監視している。
モデルは石原裕次郎。

### 末野松不動産
東西銀行の成立時に合併前の不良債権を全て買い取り、掃き溜めになることで経営陣に深く食い込んだ。
末野松 政次郎（すえのまつ せいじろう）
末野松不動産社長。生え抜きのヤクザであり、年齢を感じさせない筋骨隆々の肉体をしている。松丸や業田と組み、日本の裏社会を牛耳ってきた。若い頃は日本再生の情熱を持っていたようだが、いつの間にか権力の船から降りられなくなってしまう。
最期は松丸を守るために、逮捕寸前に爆弾を巻いて自爆した。己の生き方を曲げなかった終わり方には、中坊もある種の敬意を表し「敵ながら見事」と称賛している。
モデルは末野謙一。
大月 明（おおつき あきら）
末野松不動産専務。会社の応接室に500万円もする伊万里焼の壷を置くなど、美術品への造詣が深い。中坊には2度に渡って痛い目に遭い、社長の財産を没収されたり、最後は顎まで砕かれてしまう。

### 欧米諸国
ジョン・クリムトン
アメリカ合衆国大統領。シラルク、ズールらと公権力横領罪法を外圧によって成立させた。
モデルはビル・クリントン。
シラルク
フランス共和国大統領。
モデルはジャック・シラク。
ズール
ドイツ連邦共和国首相。
モデルはヘルムート・コール。
ゲイリー・ビンセント
CIAの捜査官。ケイマン諸島にて森下の秘密口座解約時、中坊に協力する。

### その他
佐々木 直人（ささき なおと）
読日新聞政治部記者で、沢田の腰巾着。敏腕記者ではあるが、上司からは煙たがられているらしい。実は政治家志望であり、沢田に政治家への道をエサにされ、大河原失脚に利用される。
斉藤（さいとう）
業田開発に2代に渡って仕えている幹部で、部下からはアニキと呼ばれている。口髭を蓄えた渋めの中年男性。先代の「出生の秘密が公になりそうな時は殺すように」という遺言により、業田を殺害しようとした。業田に対しては息子同然の愛情も持っていたようで、暗殺を実行した際は涙を流しながら「勘弁してください」と詫びていた。その後は部下共々証人保護プログラムによって保護されている。
尾崎田（おざきだ）
プロゴルファー。ニューマリアンカントリークラブで業田をコーチしている。
モデルは尾崎将司。
山猫（やまねこ）
末野松が香港の大老に依頼して貰い受けた暗殺者。香港裏社会の抗争で暗躍した集団だが、その正体は借金によって縛られた素人で、自暴自棄によって行動するために恐れられている。中坊暗殺に失敗後、電車に飛び込み死亡する。
モデルは段田安則。
中坊 裕一郎（なかぼう ゆういちろう）
林太郎の父。林太郎の回想に登場。理由は不明ながら、25年前に白昼の駅前という目立つ場所で当日9歳の林太郎の目の前で暗殺されてしまう。裕一郎本人も命を狙われている事は自覚していたようで、自分に銃口を向けられた時は冷静に身を隠そうとしたが、息子に銃口が向けられ人質に取られると息子を庇うためにその身を暗殺者の前にさらし、あえて銃弾を受けた。

## 単行本
スーパー・プレイボーイ・コミックスから全2巻で単行本が発売された。また、ゼノンコミックスから再版されている。
プレイボーイコミックス
- 公権力横領捜査官 中坊林太郎(1) 1999年9月22日発売 ISBN 4-08-857406-0
- 公権力横領捜査官 中坊林太郎(2) 2000年4月24日発売 ISBN 4-08-857050-2

ゼノンコミックス
- 公権力横領捜査官 中坊林太郎(1) 2011年3月22日発売 ISBN 978-4-199-80006-1
- 公権力横領捜査官 中坊林太郎(2) 2011年4月20日発売 ISBN 978-4-199-80014-6